# Paul Lancz
Paul Lancz (22 juillet 1919 - 26 avril 2005) est un sculpteur canadien d'origine hongroise dont de nombreuses œuvres sont exposées à Montréal et ailleurs.

## Biographie
Né en Hongrie le 22 juillet 1919, Paul Lancz fut orphelin à 5 ans. Il commença à sculpter à l'âge de douze ans, avant d'étudier à l'École des Beaux-Arts de Budapest. Durant ses études, il a notamment travaillé avec le professeur Zsigmond Kisfaludi Strobl (en). Pendant la Seconde Guerre mondiale, il échappa à la mort grâce à Raoul Wallenberg. Il s'installe au Canada avec sa femme et sa fille en 1956.

## Œuvres

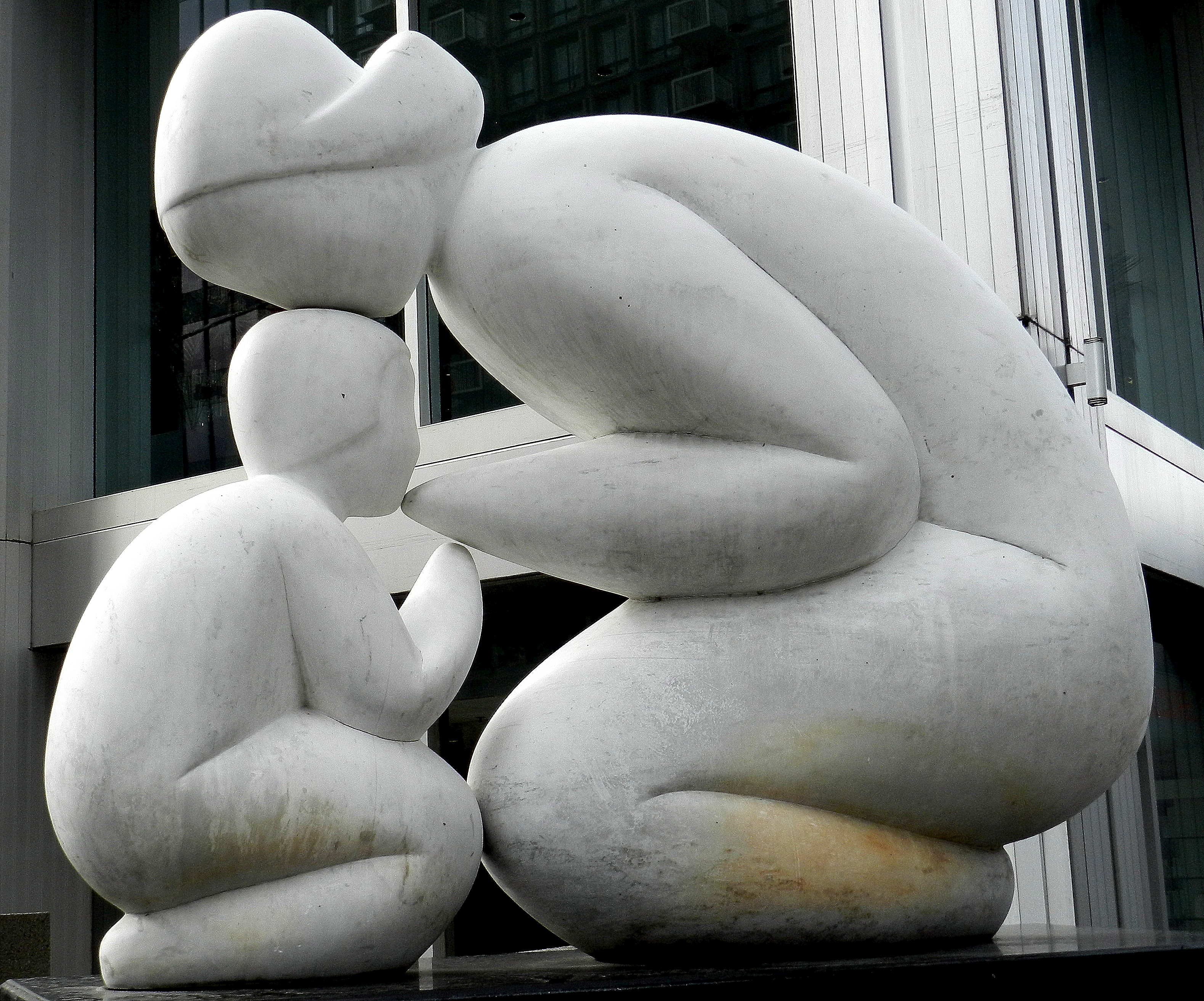
Tendresse

- Buste de John F. Kennedy, initialement installé dans la Bibliothèque Kennedy de l'Université Harvard de Boston, avec la permission de Jacqueline Kennedy[2], il est actuellement installé à Montréal, à l'intersection des avenues Président-Kennedy et McGill College.
- Buste de David Ben Gourion, fondateur de l'État d'Israël. L'œuvre était installée dans le pavillon d'Israël lors de l'Expo 67.
- Buste du maire de Toronto Nathan Phillips.
- Buste du maire de la municipalité d'Outremont Joseph Beaubien. Il est actuellement installé au parc Beaubien près du chemin de la Côte-Sainte-Catherine.
- Buste du cardinal Paul-Émile Léger, présent dans le parc Paul-Émile-Léger à l'intersection du Boulevard René-Lévesque et de la rue Saint-Dominique à Montréal.
- Tendresse, sculpture en marbre de Carrare installée à l'intersection des rues Sherbrooke et Peel à Montréal[3].
- Buste du Dr Armand Frappier, chercheur et microbiologiste, présent à l'Institut Armand-Frappier à Laval.
- Buste du Dr Paul David, cariologue et fondateur de l'Institut de cardiologie de Montréal, présent dans cet établissement.
- Buste du premier ministre québécois René Lévesque, situé devant le siège social d'Hydro-Québec à Montréal
- Buste de l'artiste québécois Jean-Paul Lemieux, présent dans la ville de Québec
- Buste de l'artiste américaine Jayne Mansfield
- Buste de l'actrice américaine Zsa Zsa Gábor
- Buste du fondateur du mouvement sioniste Théodore Herzl
- Buste de l'homme d'affaires québécois Pierre Péladeau, présent dans les bureaux de Québecor.
- Buste du maire et fondateur du zoo de Granby Pierre-Horace Boivin, situé devant l'hôtel de ville.
- Buste du militant des droits civiques Martin Luther King.
- Buste du boxeur olympien hongrois László Papp, situé dans les bureaux du Ministère hongrois du Sports
- Buste du premier ministre québécois Daniel Johnson (père), situé dans le pavillon Hubert-Aquin de l'UQAM.
- Buste de Ludmilla Chiriaeff, fondatrice des Grands Ballets canadiens.
- Buste de l'homme d'affaires belge et canadien Alexis Nihon, présent dans la Place Alexis-Nihon de Montréal.

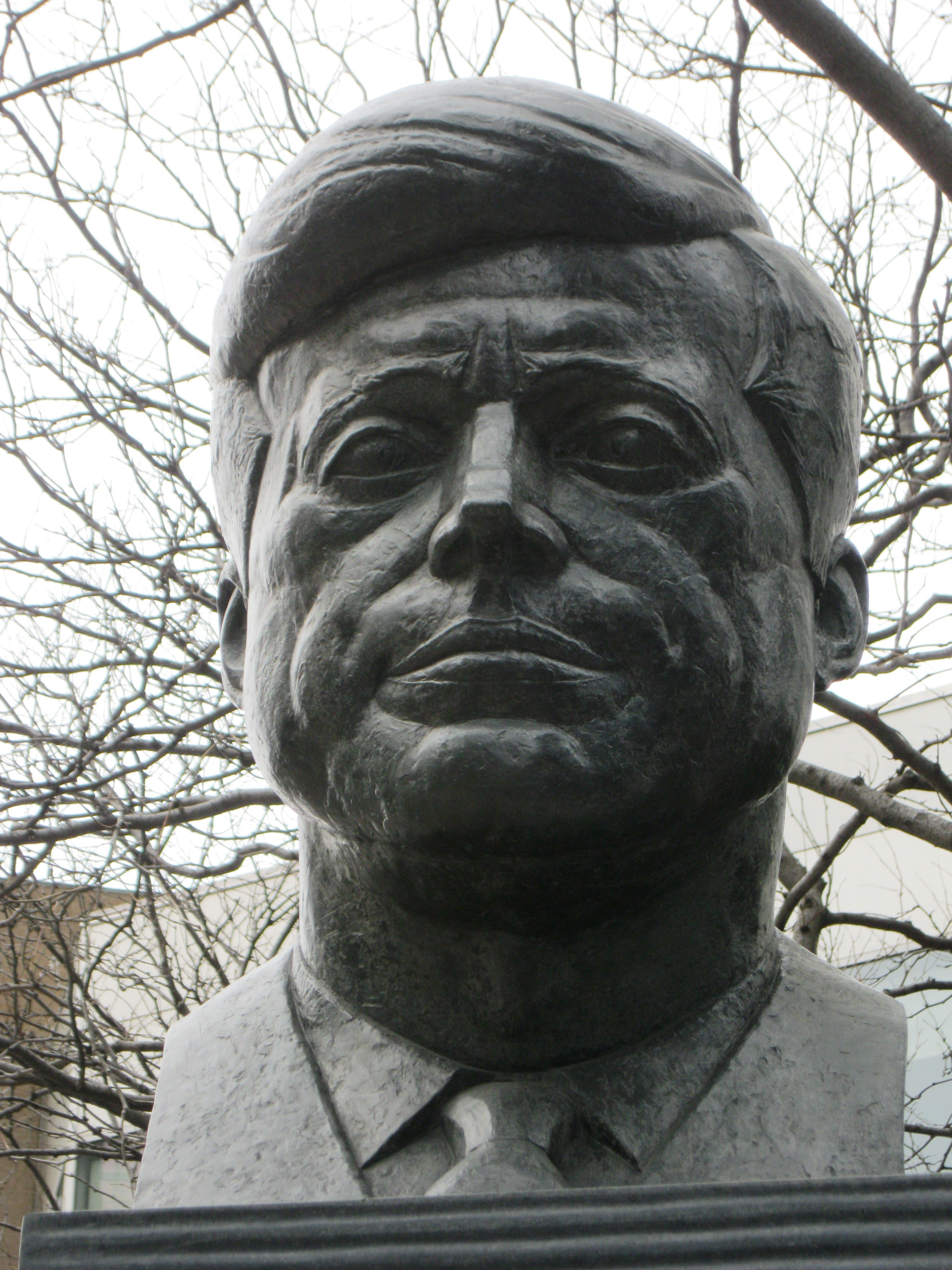
Buste du président John F. Kennedy
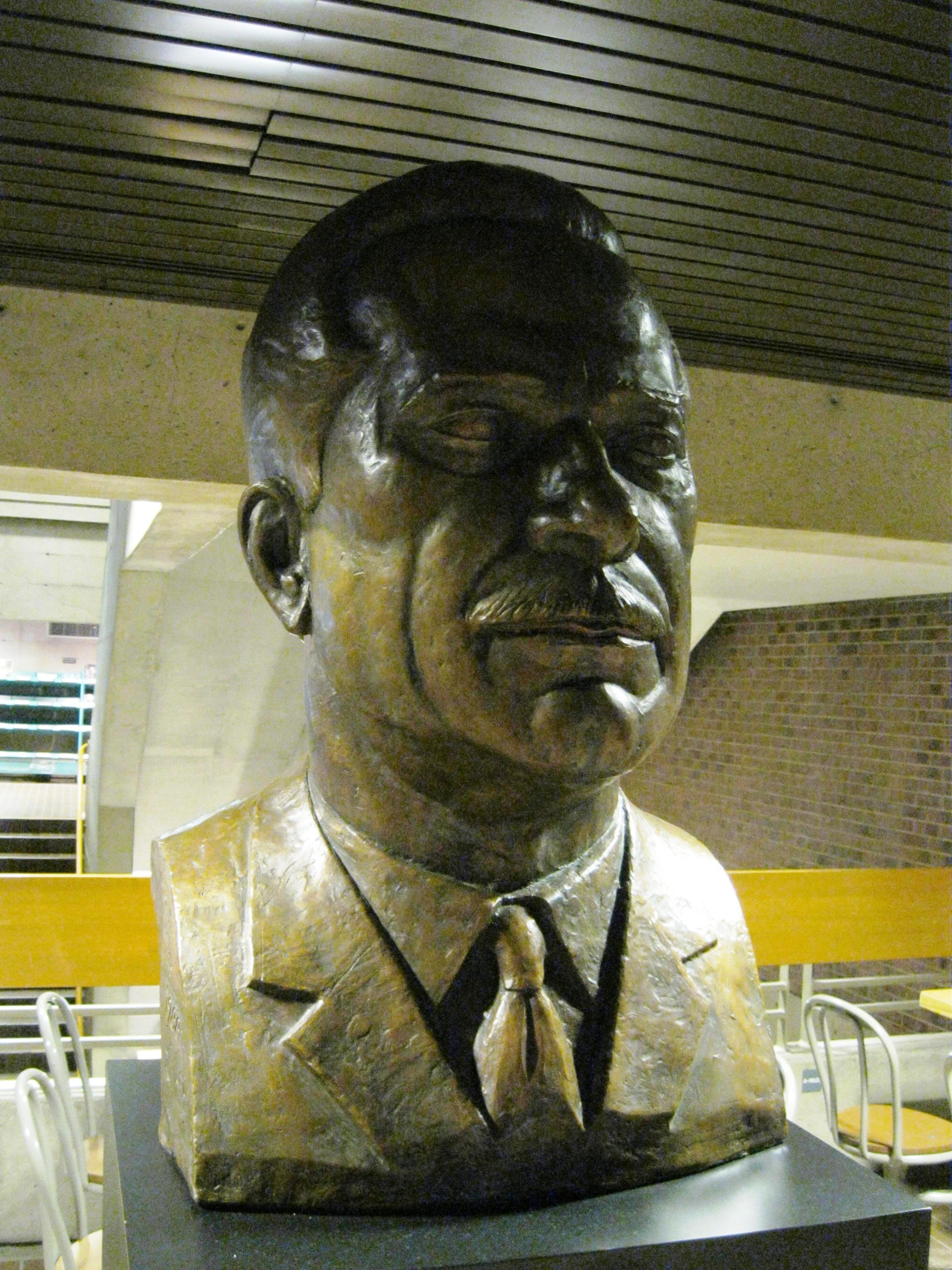
Buste du premier ministre Daniel Johnson
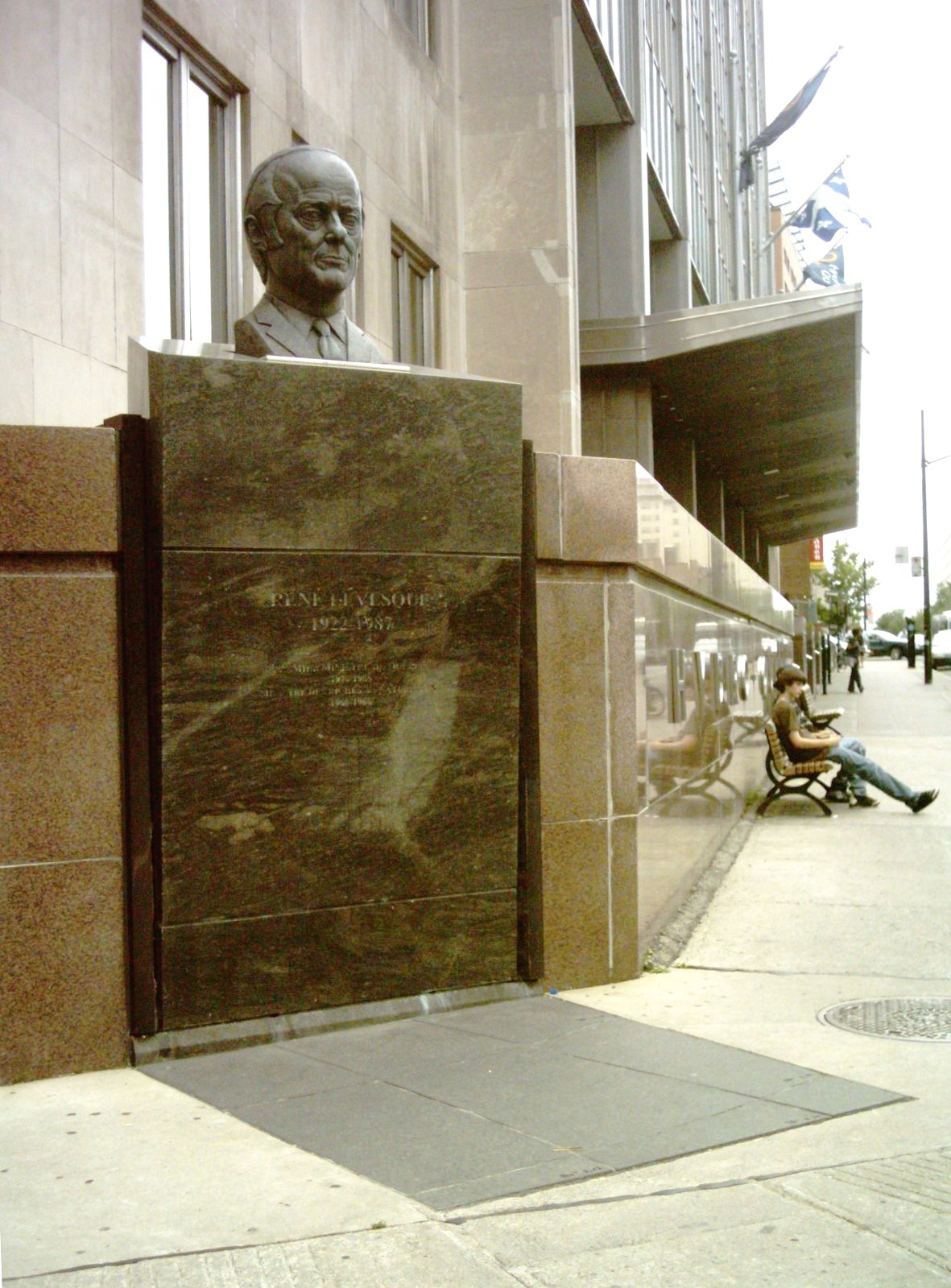
Buste du premier ministre René Lévesque
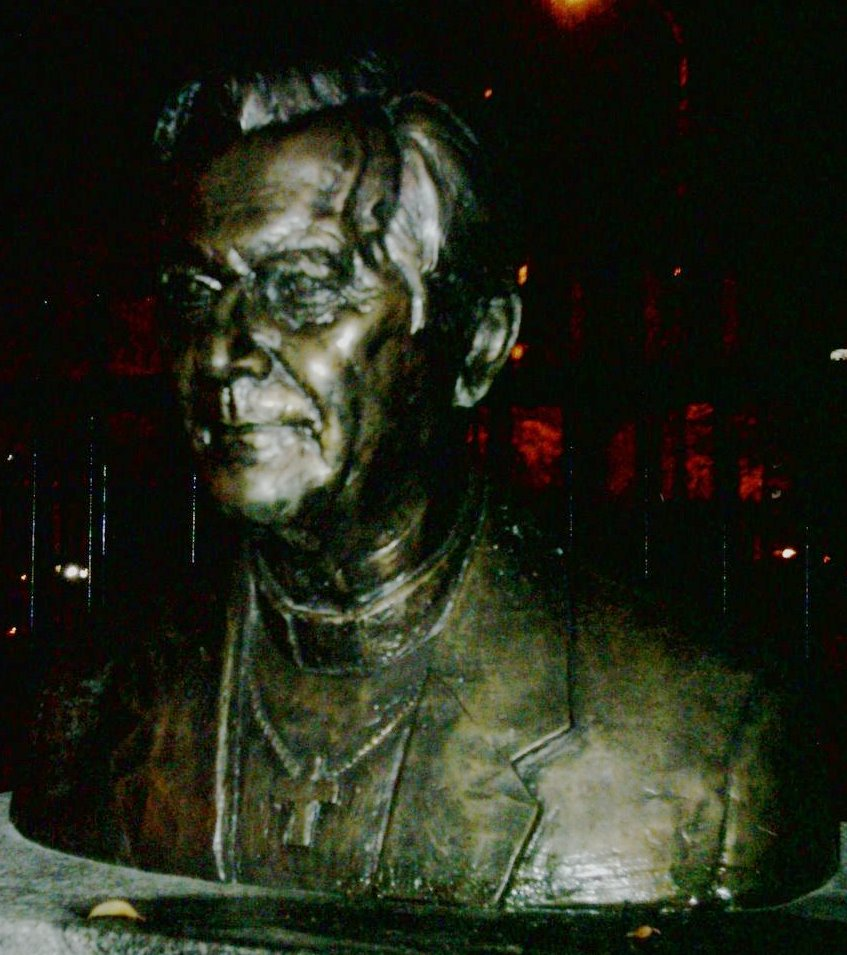
Buste du cardinal Paul-Émile Léger
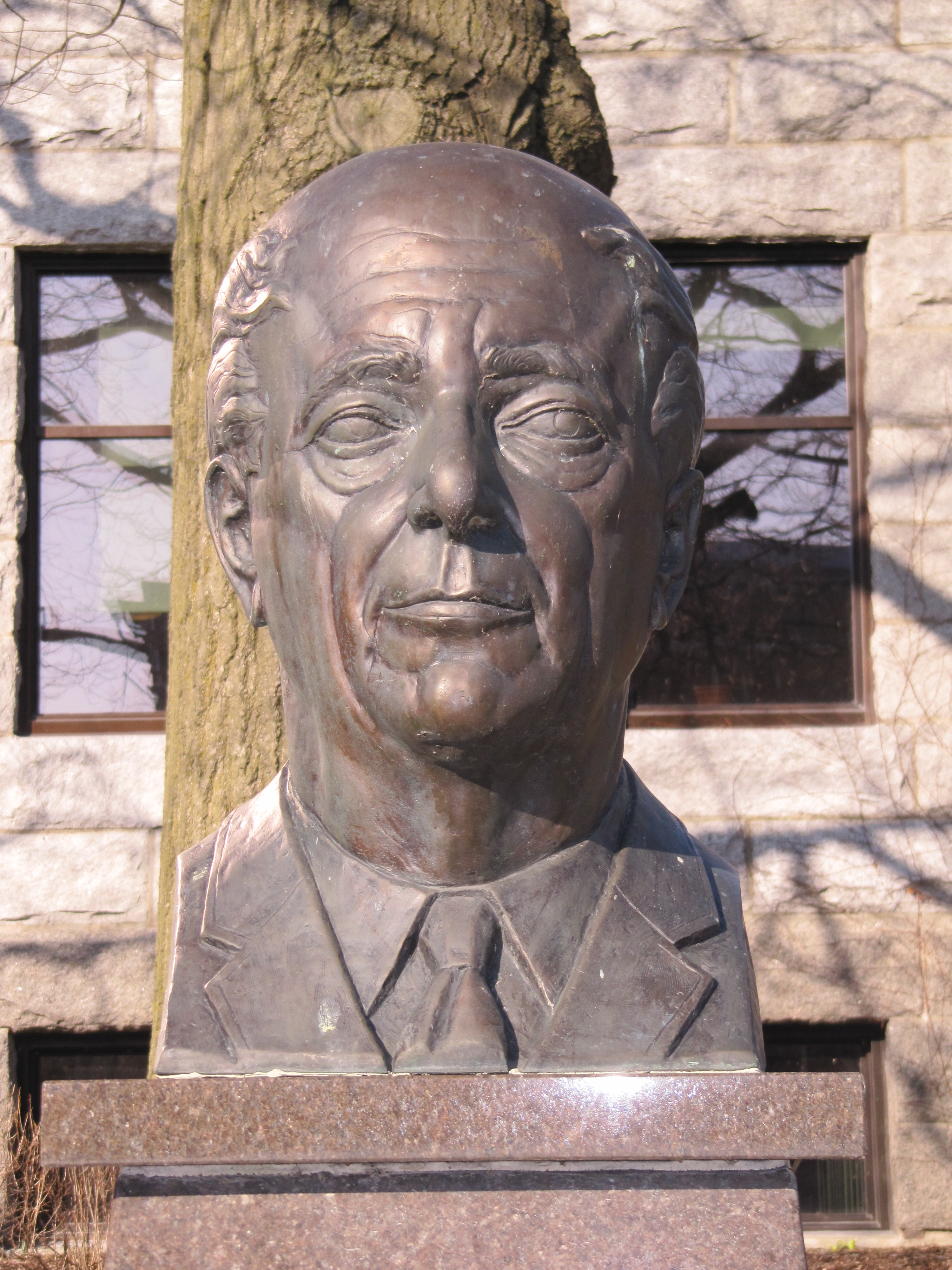
Buste du maire Pierre-Horace Boivin